# Polmo
Zjednoczenie Przemysłu Motoryzacyjnego „Polmo” – zjednoczenie przemysłu z siedzibą w Warszawie przy ul. Stalingradzkiej 23, funkcjonujące w Polskiej Rzeczypospolitej Ludowej (1952–1982) i zajmujące się obrotem częściami zamiennymi do samochodów produkcji krajowej, motocykli i motorowerów. Na jego bazie powstało Zrzeszenie Producentów Samochodów Polmo.
Organem zarządzania branżą przed powołaniem zjednoczenia był Centralny Zarząd Przemysłu Motoryzacyjnego.
W skład Polmo wchodziły następujące zakłady i instytucje:
- Przedsiębiorstwo Techniczno-Handlowe Motoryzacji (PTHM) „Polmozbyt” w Warszawie
- Pol-Mot
- Fabryka Samochodów Osobowych w Warszawie
- Fabryka Samochodów Małolitrażowych w Bielsku-Białej i Tychach
- Fabryka Samochodów Rolniczych „Polmo” w Poznaniu
- Fabryka Samochodów Dostawczych w Nysie

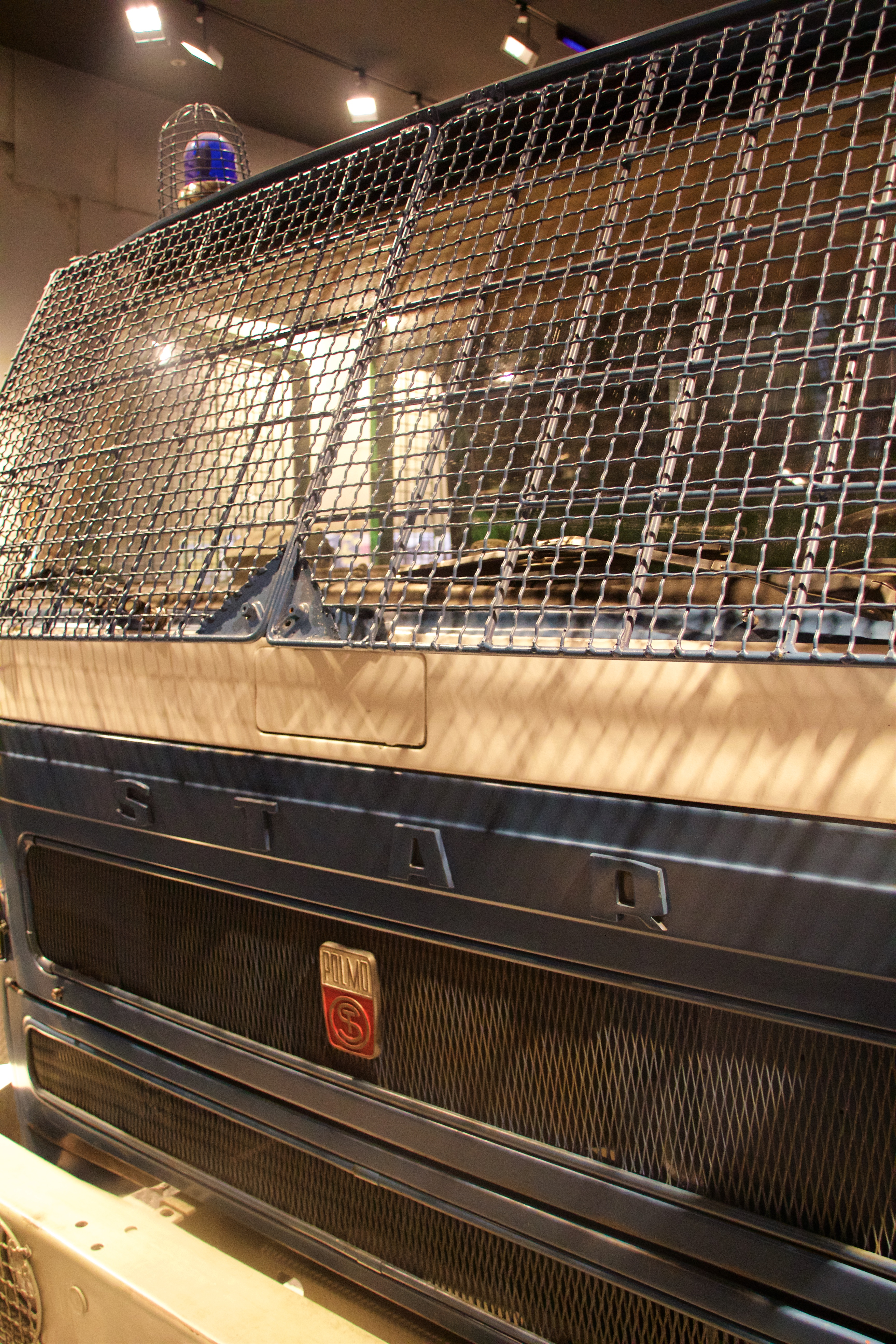
Milicyjny Star z logo POLMO

- Fabryka Samochodów Ciężarowych w Lublinie

- Fabryka Samochodów Ciężarowych „Star” w Starachowicach
- Jelczańskie Zakłady Samochodowe w Jelczu-Laskowicach
- Sanocka Fabryka Autobusów w Sanoku
- „Polmo” Zakłady Elektrotechniki Motoryzacyjnej w Kwidzynie
- Fabryka Amortyzatorów „Polmo FA” w Krośnie
- Fabryka przekładni zębatych, mechanizmów różnicowych i skrzyń rozdzielczych Polmo Gniezno
- Fabryka Przekładni Samochodowych Polmo w Tczewie
- Fabryka Sprzętu Motoryzacyjnego „Polmo” w Kaliszu
- Fabryka Samochodów Specjalizowanych „Polmo-SHL” w Kielcach
- Fabryka Osprzętu Samochodowego „Polmo” w Łodzi
- Odlewnia Metali „Polmo” w Stargardzie
- Fabryka Mechanizmów Samochodowych „Polmo” w Szczecinie
- Zakłady Elektrotechniki Motoryzacyjnej „Zelmot” w Warszawie
- Fabryka Samochodów Osobowych „Polmo”, Zakład Sprzęgieł w Kożuchowie
- Fabryka Okładzin Ciernych Polmo w Pustelniku k. Warszawy
- Polmo-Autosan w Gorlicach
- Zakłady Sprzętu Motoryzacyjnego Polmo w Brodnicy
- Zakłady Sprzętu Motoryzacyjnego Polmo w Praszce
- Zakłady Elektrotechniki Motoryzacyjnej Polmo w Kwidzynie
- Zakłady Elektrotechniki Motoryzacyjnej Polmo w Dusznikach-Zdroju